# Adrien Hébrard (homme politique)
Pour les articles homonymes, voir Adrien Hébrard et Hébrard.
Adrien Hébrard, né le 1er juin 1833 à Grisolles (Tarn-et-Garonne) et mort le 30 juillet 1914 à Saint-Germain-en-Laye (Yvelines), est un journaliste, directeur de journaux et homme politique français.

## Biographie
Après des études de droit à Toulouse et à Paris, Adrien Hébrard se destine d'abord au barreau et effectue brièvement son stage d'avocat à Moissac (Tarn-et-Garonne) avant de s'établir à Paris où il embrasse une carrière de journaliste.
Il collabore d'abord au Courrier de Paris puis, en 1861, entre au quotidien Le Temps  dont le fondateur, Auguste Nefftzer, commence par lui confier la rubrique de la mercuriale des marchandises, puis le « Bulletin du jour ». En 1867, l'assemblée générale des actionnaires le nomme administrateur général. En 1872, il rachète toutes les actions de Nefftzer.
Il impose l'anonymat pour tous les articles politiques et enrichit considérablement les rubriques consacrées à la vie intellectuelle, recrutant Marcellin Berthelot pour les sciences, Ernest Legouvé puis Anatole France pour la littérature, Jules Soury puis Albert Sorel pour l'histoire, Félix Pécaut pour l'enseignement.
En décembre 1871, il participe à la formation de la nouvelle société du Globe. En 1873, il achète le Journal des travaux publics, grâce auquel il réalise de fructueuses affaires, obtenant des chantiers pour les nombreuses sociétés dont il est actionnaire : il investit dans les travaux publics, l'électricité, le téléphone et la métallurgie. À sa mort, il se trouve à la tête d'une très grande fortune.
Candidat malheureux aux élections de 1871, il est élu sénateur de la Haute-Garonne en 1879 et siège sans discontinuer au Sénat jusqu'en janvier 1897, siégeant au centre gauche. Pendant cette longue carrière parlementaire, il n'est intervenu à la tribune qu'une seule fois, le 3 juillet 1880, à propos de l'amnistie des communards. Son frère, Jacques Hébrard est sénateur des Établissements français de l'Inde, puis de la Corse, et écrit dans la rubrique politique du Temps.
De 1886 à 1897, il est président de l'Association syndicale de la presse parisienne.
Pendant l'affaire Dreyfus, il garda dans Le Temps une neutralité bienveillante qui fut très utile à la cause de Dreyfus.
En 1892, Édouard Drumont l'accusa de complicité dans les escroqueries du scandale de Panama. Entendu en 1893 par ses collègues du Sénat, Hébrard reconnut avoir touché 1,5 ou 1,6 million de francs de Gustave Eiffel à qui il avait fait obtenir un marché important avec la société du canal de Panama.
Émile Zola s'inspira de l'épisode dans Paris, faisant d'Adrien Hébrard le modèle du personnage de Fonsègue.
Il est le grand-père de Nelly Hébrard, mariée à Marc Brillaud de Laujardière le 29 avril 1923.

## Hommage
- La mairie du 16e arrondissement de Paris nomme une voie publique en son nom : Avenue Adrien-Hébrard.